# Арменово
Арменово, Арменор или Арменоро (грч. Αρμενοχώρι, Арменохори) је насеље у Грчкој у општини Лерин, периферија Западна Македонија. Према попису из 2021. било је 846 становника.

## Географија
Насеље лежи на надморској висини од 620 метара, око 4 километра североисточно од Лерина, на путу који води од Лерина ка Солуну. Поред насеља тече Јелашка река, а у непосредној близини се налази железничка станица.

## Историја
Према Стефану Верковићу, 1889. године у Арменову је живела 91 словенска породица са 446 становника. У Етнографији вилајета Адријанопољ, Монастир и Салоника, штампаној у Цариграду 1878. године, која се односи на мушко станоништво 1873. године, Арменово је село са 100 домаћинства и 300 житеља Словена. Васил Канчов бележи да је у Арменову 1900. године живело 780 Словена и 125 Турака. Према секретару Бугарске егзархије, Димитру Мишеву, 1905. године Арменово има 352 Словена егзархиста и 424 патријаршиста. На попису из 1913. године у насељу је живело 830 житеља, а 1920. 871 житељ. Након исељења Турака 1924. године, досељено је 20 грчких породица са 58 чланова из Понта. У Арменову је 1928. било 1.045, а 1940. 1.446 житеља. Однос између Словена и Грка у насељу је сличан некадашњем односу Словена и Турака.

### Пописи
| Година       | 1940  | 1951  | 1961  | 1971  | 1981  | 1991  | 2001  | 2011 |
| ------------ | ----- | ----- | ----- | ----- | ----- | ----- | ----- | ---- |
| Становништво | 1.446 | 1.532 | 1.327 | 1.007 | 1.064 | 1.014 | 1.063 | 986  |

## Привреда
Становништво се претежно бави земљорадњом, а развијено је и сточарство.